# Rannamõisa jõgi
Rannamõisa jõgi, även Martna jõgi, är ett vattendrag i västra Estland. Det ligger i landskapet Läänemaa, 90 km sydväst om huvudstaden Tallinn. Den mynnar i Matsalviken på Estlands västkust, strax norr om ån Rõude jõgis mynning och i Matsalu nationalpark. Den är 26 km lång.
Inlandsklimat råder i trakten. Årsmedeltemperaturen i trakten är 3 °C. Den varmaste månaden är juli, då medeltemperaturen är 16 °C, och den kallaste är januari, med −12 °C.